# Castello di Hluboká

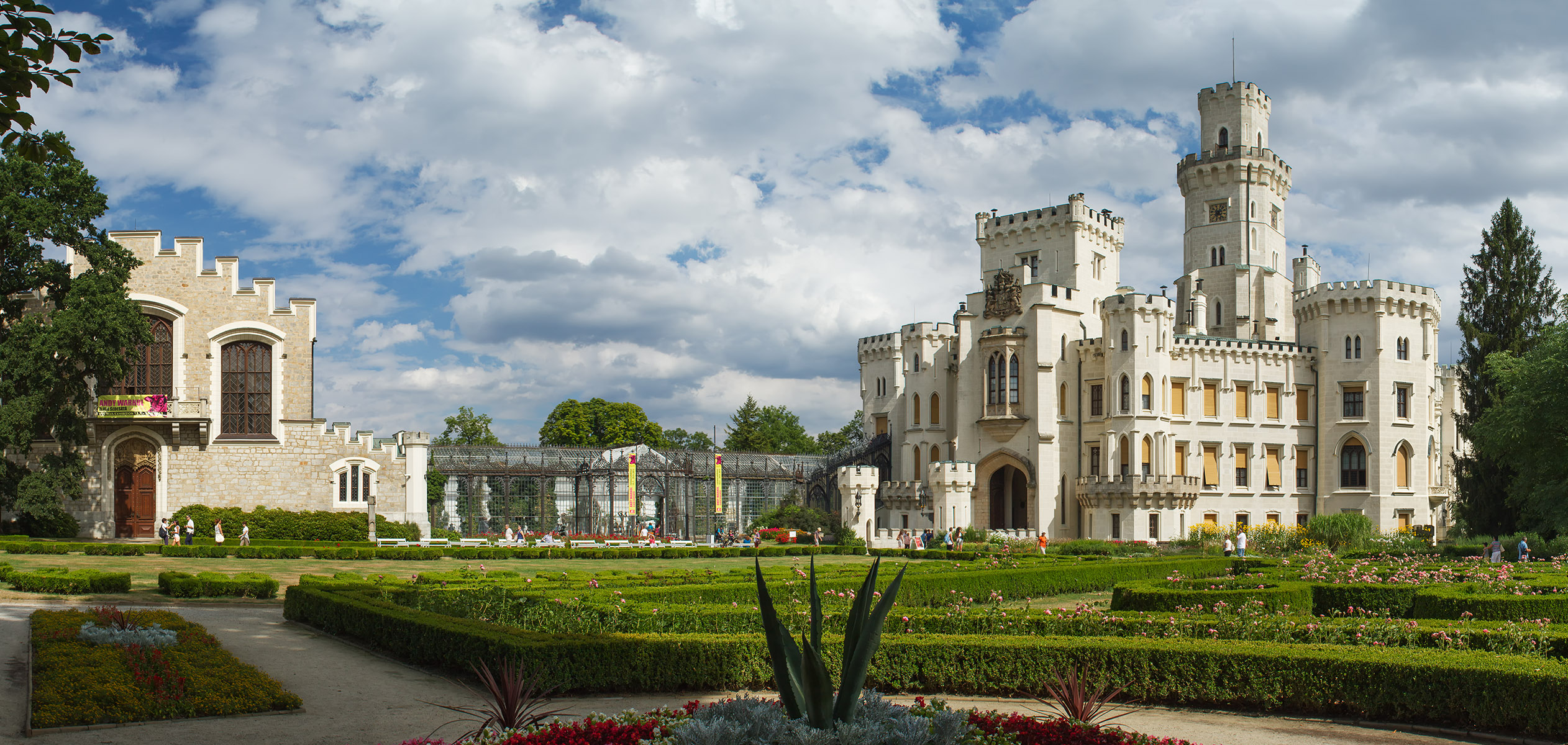
Il castello di Hluboká.

Il castello di Hluboká, in tedesco Schloss Frauenberg, è uno château storico situato nella città di Hluboká nad Vltavou, ed è considerato uno dei castelli della Repubblica Ceca più belli. 

## Storia

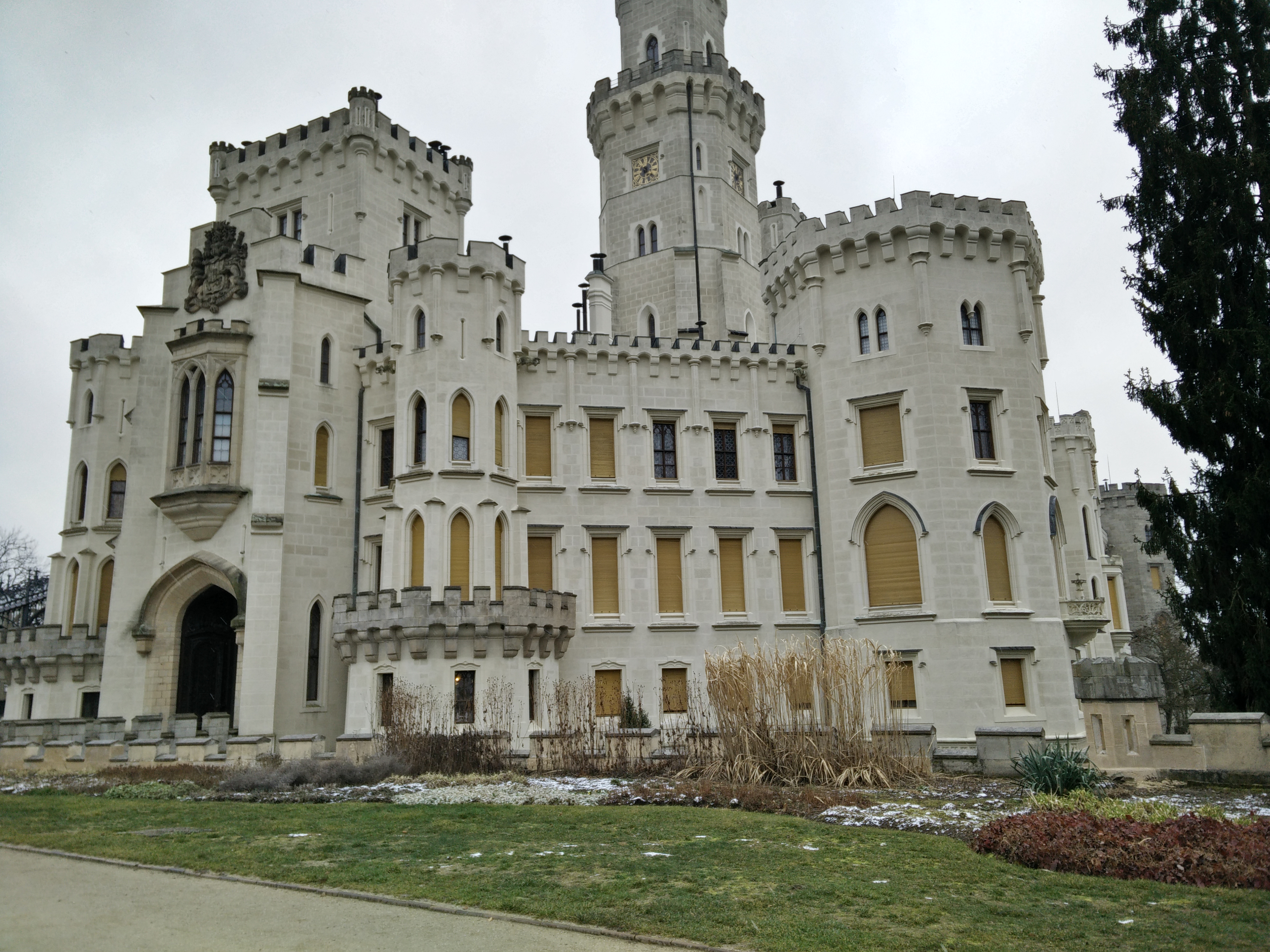
La facciata del castello dall'esterno.

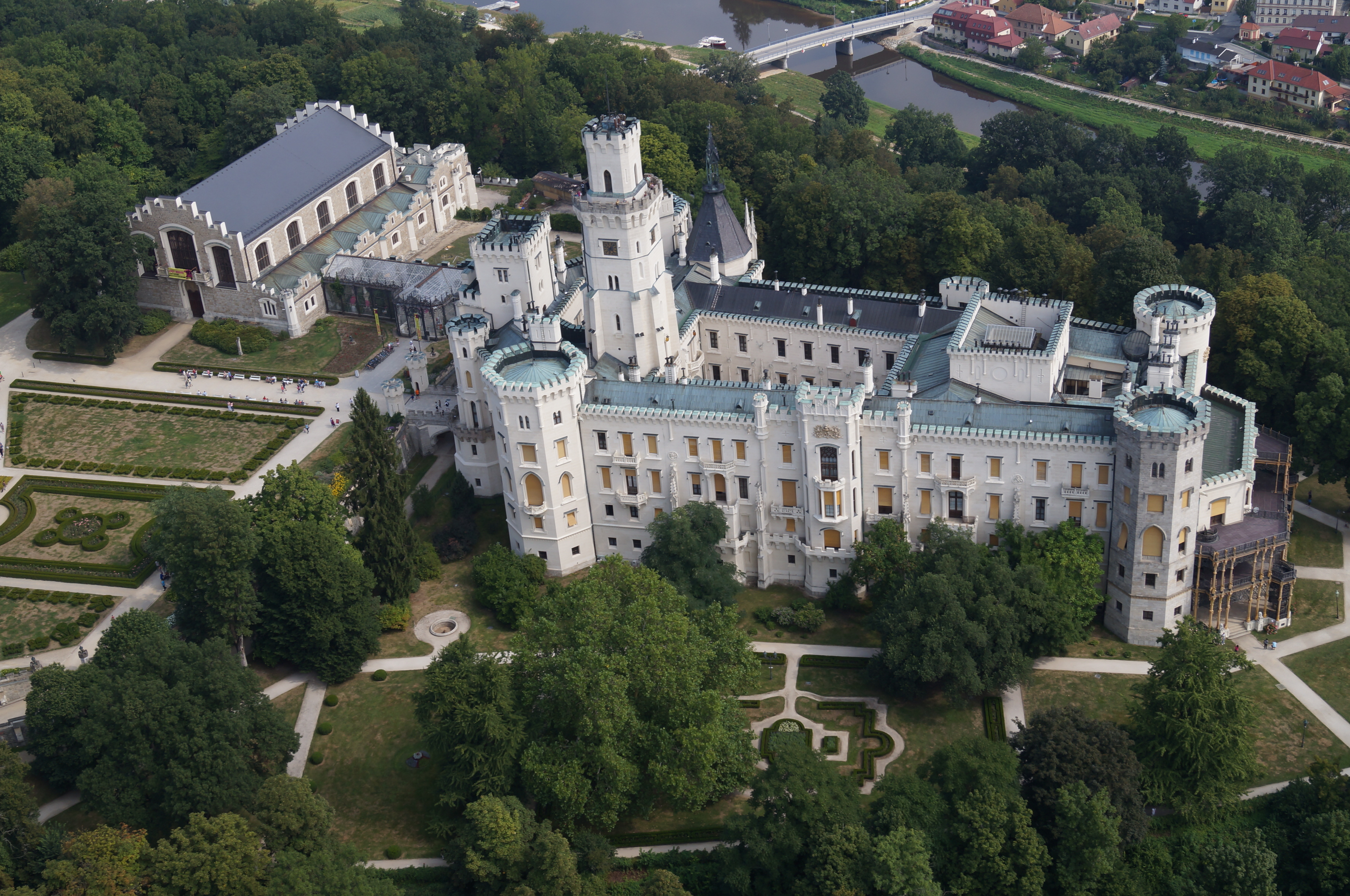
Veduta aerea del castello di Hluboká.

Nella seconda metà del XIII secolo, un castello gotico fu costruito nel sito. Durante il corso dei secoli esso è stato ricostruito diverse volte. Il castello è stato ampliato durante il Rinascimento, in seguito, agli inizi del XVIII secolo, riedificato come castello barocco su ordine di Adam Franz von Schwarzenberg. L'aspetto attuale risale al XIX secolo, quando Johann Adolf II von Schwarzenberg ordinò la ricostruzione del castello, seguendo lo stile romantico del castello di Windsor. Il progetto fu redatto dall'architetto viennese Franz Beer, che ne diresse anche i lavori di costruzione, iniziati nel 1840, per circa venti anni. Ferdinand Deworetzky completò la sistemazione degli esterni e degli interni nel 1871.
La famiglia Schwarzenberg visse ad Hluboká fino al 1939, quando l'ultimo proprietario, Adolfo I di Schwarzenberg, emigrò oltreoceano per scappare dal nazismo. La famiglia Schwarzenberg perse tutti i possedimenti cechi a causa di un atto legislativo ad hoc, la legge Schwarzeneberg del 1947.
Il castello di Hluboká è un monumento nazionale della Repubblica Ceca.

## Curiosità
Il castello è stato utilizzato in una scena del film 2 cavalieri a Londra. Esso è stato anche scelto come location per la Congrega Orientale nel film Underworld: Blood Wars.